# Xã Evergreen, Quận Becker, Minnesota
Xã Evergreen (tiếng Anh: Evergreen Township) là một xã thuộc quận Becker, tiểu bang Minnesota, Hoa Kỳ. Năm 2010, dân số của xã này là 340 người.